# Jacques Weber
Jacques Weber (Parigi, 23 agosto 1949) è un attore francese.

## Biografia
Nato da una famiglia borghese, da padre di origini svizzere, Weber studiò al Lycée Carnot, ove ebbe come compagni di classe Francis Huster e Jacques Spiesser, con i quali si iscrisse al Conservatorio municipale del 18º arrondissement di Parigi. 
Continuò i corsi di recitazione alla scuola di rue Blanche, poi entrò a far parte del Conservatorio nel 1969, dove si diplomò con un premio di eccellenza. Fu in questo periodo che incontrò Pierre Brasseur che divenne il suo mentore. Rifiutò di entrare alla Comédie-Française e si unì al teatro popolare di Robert Hossein a Reims.
Nel 1970, Marcel Cravenne lo assunse per una rappresentazione televisiva di Tartuffe. Nel 1972 Weber interpretò Haroun nel film I primi turbamenti con Francis Huster e Jacques Spiesser e il ruolo di Hugo in L'Amerikano di Costa-Gavras. In Le malin plaisir (1975), sedotto da Claude Jade, interpretò il ruolo principale di Marc, uno scrittore che scopre che il suo predecessore è stato assassinato da amiche, ruolo che lo rese molto popolare. Tra gli altri film in cui apparve, da ricordare La ragazza con gli stivali rossi (1974) con Catherine Deneuve, Une femme fatale (1977) con Anicée Alvina, Il desiderio e la corruzione (1984) con Gérard Depardieu, La visione del sabba (1988) di Marco Bellocchio e Cyrano de Bergerac (1990), ancora con Depardieu.
Dal 1979 al 1985 diresse il Centre dramatique national de Lyon, poi, dal 1986 al 2001, il teatro di Nizza, Centre dramatique national Nice-Côte d'Azur. Interpretò e diresse i grandi ruoli del teatro classico, tra cui Cyrano per diverse stagioni. Interpretò il ruolo di Cyrano de Bergerac 500 volte, ma nell'omonimo film del 1990 ebbe il ruolo di De Guiche.
Nel 1982 fu Bel-Ami di Guy de Maupassant nell'adattamento di Pierre Cardinal. In televisione interpretò, tra gli altri, Le Comte de Monte-Cristo di Denys de La Patellière e il giudice Antoine Rives nella soap opera di Gilles Béhat.
Nel 1998, interpretò Don Juan, con Emmanuelle Béart. Nel 2008 diresse Isabelle Adjani in un adattamento televisivo di Figaro.

## Doppiatori italiani
- Carlo Marini in La visione del sabba
- Mario Maranzana in Cyrano de Bergerac